# 227928 Ludoferriere
227928 Ludoferriere este o planetă minoră (asteroid), cu un diametru de 4,955 km, din centura de asteroizi. A fost descoperită pe 6 aprilie 2007 la Vicques⁠(d) de Michel Ory⁠(d). 
Obiectul prezintă o orbită caracterizată de o semiaxă mare de 3,1384220918947 UAi, o excentricitate de 0,17635183617555, o înclinație de 2,4526827503406 ° în raport cu ecliptica.